# Jerebkî, Ciudniv
Jerebkî (în ucraineană Жеребки) este localitatea de reședință a comunei Jerebkî din raionul Ciudniv, regiunea Jîtomîr, Ucraina.

## Demografie
Componența lingvistică a localității Jerebkî
     Ucraineană (98,44%)
     Rusă (1,56%)
Conform recensământului din 2001, majoritatea populației localității Jerebkî era vorbitoare de ucraineană (98,44%), existând în minoritate și vorbitori de rusă (1,56%).